# Bestattungsgesetz
Bestattungsgesetze regeln im Interesse der öffentlichen Sicherheit und Ordnung das staatliche Bestattungswesen, insbesondere die Bestattungspflicht, einzuhaltende Fristen und den Friedhofszwang. Sie sind ein Teilgebiet des Friedhofs- und Bestattungsrechts.

## Deutschland
Das Bestattungsrecht ist in der Bundesrepublik Deutschland gemäß Art. 70 GG Sache der Länder. Alle deutschen Bundesländer haben eigene, zum Teil erheblich voneinander abweichende Bestattungsgesetze erlassen. Sie regeln  teilweise auch die Obduktion von Leichen. In den meisten Bundesländern gibt es außerdem Ausführungsverordnungen, die ergänzende Regelungen zur Bestattung enthalten.
Zum Inhalt eines Bestattungsgesetzes können weiterhin die Definitionen von Fehlgeburt (beispielsweise unter 500 Gramm) und Totgeburt und die Regelungen für deren Bestattung zählen, aber auch die zulässige Frist für die Beförderung der Leiche in eine Leichenhalle (beispielsweise 36 Stunden), die Art des Leichentransports (etwa in einem Sarg mit einem Leichenwagen), das Zeitfenster für die Bestattung (beispielsweise frühestens nach 48 Stunden und spätestens nach acht Tagen), die zulässigen Bestattungsarten (Erdbestattung, Einäscherung, Promession) sowie die Mindestruhefrist.
In Hamburg wurde im Oktober 2019 ein Gesetz beschlossen, das erstmals die gemeinsame Bestattung von Menschen und Haustieren gestattet.

### Bestattungspflicht
Eine Bestattungspflicht besteht in Deutschland – aus christlicher Tradition als Erdbestattung – bereits seit dem Mittelalter. Anfangs war die Kirchgemeinde in ihren Kirchhöfen dafür zuständig, auch für das „Armenbegräbnis“. Mit dem Allgemeinen Preußischen Landrecht von 1806 wurden in Preußen gesetzliche Regelungen getroffen. Aus hygienischen Gründen wurde es verboten, Leichen innerhalb bebauter Flächen zu begraben.
Seit Anfang des 20. Jahrhunderts wurden in den Ländern Bestattungsgesetze erlassen. Das Gesetz über die Feuerbestattung wurde am 15. Mai 1934 als Reichsgesetz erlassen (RGBl. I S. 380); entsprechende Regelungen, die sich noch darauf beriefen, sind seit spätestens 2015 obsolet.
Bestattungspflichtig sind die nächsten Familienangehörigen, zunächst Ehegatte, Lebenspartner, Kinder und weitere Verwandte. Die Pflicht zur Bestattung besteht unabhängig von der Stellung des Erben. Dies beruht auf der gewohnheitsrechtlichen Totenfürsorgepflicht. Falls der Verstorbene keine eigene Vorsorge für den Todesfall getroffen hat, haben die Angehörigen Maßnahmen zu treffen. Die persönliche Vorsorge kann im Testament, dem Erbvertrag, in einem Bestattungsvorvertrag oder einer postmortalen Vollmacht getroffen sein.
Eine Freistellung der Urnenbestattung von der gesetzlichen Pflicht zur Bestattung in dafür ausgewiesenen Flächen ist für Deutschland insgesamt nicht absehbar. Eine gewisse Liberalisierung der Bestimmungen wurden in Bremen und Nordrhein-Westfalen gesetzlich verankert. In Bremen wurde zum 1. Januar 2015 der Friedhofszwang mit der Änderung des Bestattungsgesetzes unter einigen Beschränkungen de facto abgeschafft. In Nordrhein-Westfalen ist es erlaubt, Asche außerhalb von Friedhöfen zu verstreuen, lediglich der Beisetzungsort muss nach Angaben des Gesundheitsministeriums zumindest zu bestimmten Zeiten „dauerhaft öffentlich zugänglich“ bleiben. Ausnahmen gibt es für die Seebestattung.

### Kostentragungspflicht
Von der Bestattungspflicht ist die Kostentragungspflicht für die Bestattung zu unterscheiden. Diese besteht in der Verpflichtung, die Kosten zu tragen oder demjenigen zu ersetzen, der die Bestattung veranlasst hat.
Diese Kostentragungspflicht kann öffentlich-rechtlich oder privatrechtlich ausgestaltet sein. So trägt gemäß § 1968 BGB „der Erbe die Kosten der Beerdigung des Erblassers“. Sind die Beerdigungskosten vom Erben nicht zu erlangen, etwa weil er sich auf die beschränkte Erbenhaftung beruft, trifft denjenigen die Kostentragungspflicht, der dem Verstorbenen gegenüber unterhaltspflichtig war (§ 1615, § 1615m BGB). Sofern eine Unterhaltspflicht nicht besteht, kann die zuständige Behörde (meist das kommunale Ordnungsamt) die bestattungspflichtigen Personen heranziehen – etwa nach einer im Wege der sogenannten Ersatzvornahme durchgeführten Bestattung.
Für den Fall, dass eine andere Person für den Tod des Verstorbenen verantwortlich war, sind Erbe oder Unterhaltspflichtiger berechtigt, von dieser Person die Bestattungskosten zurückzuverlangen (§ 844 BGB).
Die Krankenkassen zahlten bis 2004 Sterbegeld zur Deckung der Bestattungskosten. Der Abschluss einer privaten Sterbeversicherung vor dem eigenen Sterbefall, um den entstehenden Kosten für die Lebenden vorzubeugen, ist freiwillig möglich. Auf Antrag übernimmt das örtliche Sozialamt die notwendigen Kosten der Bestattung (§ 74 SGB XII). Voraussetzung ist dafür, dass die Zahlungspflichtigen die Kosten nicht übernehmen können, weil sie mittellos sind. Gegebenenfalls kann es nicht zumutbar sein, etwa aufgrund schwerer Verfehlungen des Verstorbenen dem Zahlungspflichtigen gegenüber. Eine Kostenübernahme durch die Sozial- oder, im Fall, dass keine Erben bestehen, durch die Gesundheitsbehörde kann dabei endgültig oder in Darlehensform erfolgen.
Die Höhe von Gebühren wird für die jeweiligen örtlichen Friedhöfe durch Vorschriften ihrer Träger entsprechend den Ermittlungen zur Wirtschaftlichkeit festgelegt. Das beauftragte Bestattungsunternehmen erlangt seine Vergütung von demjenigen, der ihm den Auftrag erteilt hat. Dieser kann seine Aufwendungen jedoch von demjenigen ersetzt verlangen, den die Pflicht zur Kostentragung trifft.

## Österreich
Das Bestattungsrecht ist auch in Österreich Sache der Bundesländer. Es ist wegen der gleich gelagerten Probleme fast einheitlich geregelt. Unterschiedlich sind etwa die Fristen für die Durchführung der Bestattung.
Der Zugang zum Bestattungsgewerbe und die Erteilung einer Gewerbeberechtigung für das Bestattungswesen ist hingegen Sache des Bundes und einheitlich durch dessen Gewerbegesetze geregelt.

## Schweiz
In der Schweiz ist das Bestattungswesen durch kantonale Bestattungsverordnungen geregelt. Im Kanton Zürich beispielsweise gilt die Bestattungsverordnung vom 20. Mai 2015, im Kanton Bern die Verordnung über das Bestattungswesen vom 27. Oktober 2010, im Kanton Luzern die Verordnung über das Bestattungswesen vom 9. Dezember 2008, im Kanton St. Gallen das Gesetz über die Friedhöfe und die Bestattungen vom 28. Dezember 1964 und im Kanton Aargau die Verordnung über das Bestattungswesen vom 11. November 2009.
Zuständig für die Bestattung ist grundsätzlich diejenige politische Gemeinde, in der die verstorbene Person zuletzt gewohnt hat. Auch das Führen der Friedhöfe gehört in den Zuständigkeitsbereich der politischen Gemeinden; daneben können Privatfriedhöfe bestehen, beispielsweise diejenigen der jüdischen Kultusgemeinden. Neben den kantonalen Vorschriften gibt es deshalb auch kommunale Bestimmungen, welche die kantonale Gesetzgebung umsetzen. Überdies ist der Wille der verstorbenen Person sowie der Angehörigen zu berücksichtigen, «soweit er sich im Rahmen der Schicklichkeit bewegt» (Bestattungsverordnung des Kantons Zürich, § 18).

### Gesetze und dazugehörige Verordnungen
Deutschland
- Bestattungsgesetz Baden-Württemberg – Verordnung dazu
- Bestattungsgesetz (BestG) Bayern – Verordnung zur Durchführung des Bestattungsgesetzes (Bestattungsverordnung – BestV) vom 1. März 2001
- Bestattungsgesetz Berlin – Verordnung dazu
- Brandenburgisches Bestattungsgesetz (BbgBestG) – Bestattungsanlagenverordnung – Datenschutzverordnung
- Gesetz über das Leichenwesen Bremen – Friedhofs- und Bestattungsgesetz Bremen
- Gesetz über das Leichen-, Bestattungs- und Friedhofswesen Hamburg – Gebührenordnung Hamburg
- Friedhofs- und Bestattungsgesetz (FBG) vom 5. Juli 2007 (Hessen)
- Bestattungsgesetz Mecklenburg-Vorpommern (BestattG M-V)
- Niedersächsisches Bestattungsgesetz vom 8. Dezember 2005
- Gesetz über das Friedhofs- und Bestattungswesen (Bestattungsgesetz - BestG NRW)
- Bestattungsgesetz Rheinland-Pfalz – Verordnung dazu
- Gesetz über das Friedhofs-, Bestattungs- und Leichenwesen (Saarland) – Verordnung dazu
- Sächsisches Bestattungsgesetz- Verwaltungsvorschrift dazu
- Gesetz über das Leichen-, Bestattungs- und Friedhofswesen des Landes Sachsen-Anhalt – Verordnung dazu
- Gesetz über das Leichen-, Bestattungs- und Friedhofswesen des Landes Schleswig-Holstein – Verordnung dazu
- Thüringer Bestattungsgesetz (ThürBestG)

Österreich
- Burgenländisches Leichen- und Bestattungsgesetz
- Kärntener Bestattungsgesetz
- Leichenbestattungsgesetz Oberösterreich
- Bestattungsgesetz Niederösterreich
- Salzburger Bestattungs- und Leichengesetz
- Leichen- und Bestattungsgesetz Steiermark
- Leichen- und Bestattungsgesetz Tirol
- Bestattungsgesetz Vorarlberg
- Bestattungsgesetz Wien
- Übersicht Bestattungsvorschriften Österreich

Schweiz
- Kantonale Bestattungsverordnung Aargau
- Kantonale Bestattungsverordnung Bern (PDF; 54 kB)
- Kantonale Bestattungsverordnung Luzern
- Kantonales Friedhofs- und Bestattungsgesetz St. Gallen
- Kantonale Bestattungsverordnung Zürich (PDF; 170 kB)